# Ле-Шатле (кантон)
Ле-Шатле́ (фр. Le Châtelet) — кантон во Франции, находится в регионе Центр, департамент Шер. Входит в состав округа Сент-Аман-Монтрон.
Код INSEE кантона — 1811. Всего в кантон Шатле входят 7 коммун, из них главной коммуной является Ле-Шатле.

## Коммуны кантона
| Коммуна         | Население, чел. (1999) | Почтовый индекс | Код INSEE |
| --------------- | ---------------------- | --------------- | --------- |
| Ардене          | 152                    | 18170           | 18010     |
| И-Сен-Рош       | 276                    | 18170           | 18112     |
| Ле-Шатле        | 1 104                  | 18170           | 18059     |
| Мезонне         | 221                    | 18170           | 18135     |
| Морлак          | 334                    | 18170           | 18153     |
| Резе            | 218                    | 18170           | 18193     |
| Сен-Пьер-ле-Буа | 305                    | 18170           | 18230     |

## Население
Население кантона на 1999 год составляло 3 411 человек.
| 1962  | 1968  | 1975  | 1982  | 1990  | 1999  | 2006 | 2007 |
| ----- | ----- | ----- | ----- | ----- | ----- | ---- | ---- |
| 3 249 | 3 545 | 3 148 | 2 845 | 2 672 | 2 610 | -    | -    |